# Yusef Ali
Yusef Ahmed Ali, teilweise auch als Yusef Ahmed bekannt (* 14. Oktober 1988 in Medina), ist ein katarischer Fußballspieler somalischer Herkunft.
Yusef Ali spielte ab 2005 zunächst in der Profimannschaft des in Doha beheimateten Klubs Al-Sadd. Schon in jungen Jahren gewann er 2006 und 2007 mit seinem Verein die nationale Meisterschaft. Ab Juli 2009 spielte er auf Leihbasis für ein halbes Jahr beim Qatar SC, um anschließend zu seinem Stammverein zurückzukehren. Für Al-Sadd, Rekordmeister Katars, bestritt Yusef Ali auch Spiele im Rahmen der AFC Champions League. Den Triumph seines Vereins im Finale der AFC Champions League 2011 verpasste er allerdings verletzungsbedingt. 2015 wechselte er zum Ligarivalen Al-Arabi.
Erste internationale Erfahrungen hatte der schnelle Außenstürmer bereits 2005 bei der U-17-WM in Peru sammeln können. Ende 2006 wurde er in den Kader der Mannschaft berufen, die bei den Asienspielen in Doha mit einem 1:0-Finalerfolg über Irak die Goldmedaille gewann. In der Qualifikation zur WM 2010 vertrat er sein Land in Spielen gegen Japan, Bahrain, Australien und China. Yusef Ali gehörte auch zum Aufgebot Katars bei der Fußball-Asienmeisterschaft 2011, die in seinem Heimatland ausgetragen wurde. Im zweiten Gruppenspiel gelangen ihm beim 2:0-Sieg über China seine ersten beiden Tore im Nationaltrikot.